# Economía Feminista (organización)

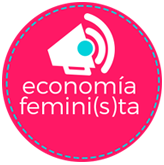
Isotipo de Ecofeminita.

Ecofeminita (antes Economía Femini(s)ta) es una asociación civil sin fines de lucro y un sitio web argentino de divulgación y generación de información económica con perspectiva de género. Fue fundado primero como un blog, y luego se convirtió en una organización interdisciplinaria creada y liderada por mujeres. El trabajo de la organización se centra en la visibilización de las desigualdades de género en sus distintas formas. Ecofeminita pone especial foco en la distribución asimétrica de los trabajos no remunerados y de cuidados, destacando la importancia de la economía del cuidado para el desarrollo económico y la sostenibilidad del sistema.

## Concepto
El medio digital que es hoy más conocido como Ecofeminita - este juego de palabras usando feminista y minita en el título, pretende ser una respuesta para romper los estereotipos a los que se encuentran sujetas las mujeres. Nació en 2015 con el objetivo de ser un espacio de generación y difusión de datos económicos que ayudaran a visibilizar las diferencias económicas por género, principalmente en Argentina.
Creado inicialmente como espacio de divulgación, comenzó siendo un espacio para favorecer el acceso a la información económica por parte de toda la sociedad. Medios argentinos como el diario Clarín han definido a Ecofeminita como un medio que pone en la agenda pública una situación social preocupante a través de la construcción de datos económicos con perspectiva de género, necesarios para «des-naturalizar la historias y la teoría económica en pos de la construcción de una sociedad más igualitaria».
Los datos desarrollados por Ecofeminita a través de su área de datos, Ecofemidata, se han convertido en referentes para importantes medios argentinos. Diarios como La Nación han hecho uso de los datos económicos de género producidos por el medio, otros medios como Página 12 calificaron el espacio como «furor» por el trabajo realizado en la producción de datos con perspectiva de género sobre temáticas como la desigualdad salarial, el cupo laboral trans o el coste de la maternidad y el medio digital El Cronista calificó la iniciativa como un «un espacio fundamental para la difusión de los números que grafican las diferencias».

## Campañas
La organización apuesta a la democratización de la información y el conocimiento para fomentar la participación ciudadana y su incidencia en las políticas públicas. Se usan mucho las redes sociales para compartir notas, datos, estadísticas, contenidos académicos, cursos y producción original orientadas a todo público al servicio de construir una sociedad realmente igualitaria.
A partir de marzo de 2017, Ecofeminita impulsó en Argentina la campaña nacional «#Menstruacción». La campaña pretende visibilizar cómo el acceso a los productos de gestión menstrual son un factor de desigualdad de género, por su coste económico y su factor estigmatizante. A día de hoy, la campaña se ha traducido en cinco proyectos de ley, presentados en el Senado y la Cámara de Diputados de la Provincia de Buenos Aires, la Legislatura de la Ciudad de Buenos Aires, el Concejo Municipal de Rosario y la Cámara de Diputados de la Nación Argentina. Los proyectos de ley proponen garantizar el acceso gratuito a productos de gestión menstrual en espacios educativos, salud pública etc. así como eliminar el IVA sobre los mismos.
También en 2017 se lanzó FeminIndex, una plataforma digital colaborativa que busca incidir en los candidatos para que reflexionen, expresen y transparenten su postura con su electorado. A su vez, busca promover la participación ciudadana y la decisión informada respecto de la agenda de género en las elecciones legislativas nacionales de 2021 y los niveles de rendición de cuenta de los candidatos.
En 2018 lanzaron el Poroteo por el Aborto Legal, una planilla colaborativa para identificar posturas a favor, en contra e indecisas en torno a la legalización del aborto en Argentina. En diciembre de 2020, cuando se aprobó la ley, se acompañó el debate parlamentario y la vigilia en las calles, actualizando los datos minuto a minuto y sosteniendo el activismo desde las redes.
También en 2018, en paralelo al Mundial de Fútbol que se jugó en Rusia, se creó el Mundial de la Igualdad, una iniciativa que busca que los medios tradicionales y alternativos, organizaciones, clubes deportivos y marcas interesadas en el fútbol difundan, desarrollen y promuevan contenidos con una agenda social y de género más responsable.

## Reconocimientos
Ecofeminita recibió el premio Lola Mora en 2016 al mejor medio digital otorgado por la Dirección General de la Mujer, promovido por la Legislatura de la Ciudad Autónoma de Buenos Aires.